# 中华人民共和国弹幕视频网站
中国大陆的弹幕影片分享網站从2007年开始发展，至今已受到一定的关注。

## 名称
弹幕（dàn mù）一词，曾是中国军事领域中的炮兵术语，意思是使用密集火力对特定区域进行攻击。日文先沿用到一些射击游戏中，后指被运用到观看视频上的一种评论系统。这种评论系统让评论的字幕能够从屏幕从右向左飘过，观众能够短时间看完同时对视频观看的影响度不大。
在中国大陆的弹幕网站，Bilibili和AcFun是访问量最大的两个弹幕视频网站。AcFun称之为弹幕视频网，BiliBili最先称为弹幕网，后又改称弹幕视频网。

## 历史

### 早先时期
肥猪网是类似于GT站游戏视频门户平台网站,是最早建立弹幕系统的中国网站之一，由于不可抗力因素曾被迫关站。
AcFun最先于2008年初设立弹幕视频播放器，被日本网民认为是NicoNico的不当复制网站，后来曾被日本媒体报道。
BiliBili原叫Mikufans，于2010年1月24日改名为BiliBili。
此外也有其他的弹幕网站但是都出于各种原因而默默无闻甚至很快关闭。

### 外链时期
由于设备成本，带宽，甚至版权问题，弹幕网站一般会使用外链的方法播放视频。这样的好处是节省空间，不需要占自身服务器的空间，但很容易遭到版权问题。

### 推广时期
2012年9月，土豆网正式开启弹幕系统，此前曾称之为豆泡。此后2014年8月7日,爱奇艺开启弹幕功能。，不久乐视网也开启了弹幕系统。随着大型网站跟风开发弹幕播放器，弹幕功能从此在中国大陆互联网上得以大众化。但是大众视频网站并没有弹幕网站所有的弹幕气氛，因此对弹幕网站的发展影响不大。

## 网站排行
2009年7月，肥猪网关停之后，A站，B站成为中国主要的弹幕网站。据艾瑞咨询的统计，爱奇艺是中国访问量最大的视频网站。因此爱奇艺开启弹幕系统之后即刻成为中国最大的弹幕网站。

## 争议

### 网络审查
与中国大陆的大众视频网站一样，中国弹幕网站同样也受当局的控制，执行网络审查。A站搜索栏中如果搜索内容包含敏感词汇，将搜不到相关信息。

### 侵权
由于这些弹幕视频网站并非大众化，会经常接受商业电影动漫的盗版资源投稿。因此弹幕网站会很容易被告上法院。
致使其不得不下架相关投稿。

### 违法
根据广电总局与工信部2007年底发布的相关规定，从事互联网视听节目服务的公司，必须获得《信息网络传播视听节目许可证》。 某些网站没有注册中华人民共和国规定的ICP证件，从法律意义上属于非法网站。

## 相关网站列表
以下是中国较为知名的弹幕网站列表。：

### 专门的弹幕网站
- 肥猪网，最早的中国弹幕网站,现转型为小游戏网站且多数用户已流失。
- AcFun（页面存档备份，存于），俗称A站
- BiliBili（页面存档备份，存于），俗称B站
- 吐槽网（页面存档备份，存于），俗称C站
- 2dland（页面存档备份，存于），俗称D站
- 哇呼现已转型为匿名讨论区
- 爱弹幕（页面存档备份，存于）
- 5moe
- Miomio

### 开启弹幕系统的视频网站
- 土豆网，最先推出涂鸦功能，又改称豆泡，最后直称弹幕。
- 风行网
- 腾讯视频
- 爱奇艺，于2014年8月7日晚悄悄上线。
- 乐视网
- PPTV

### 开启弹幕系统的视频直播网站
- 斗鱼网
- 虎牙直播
- 火貓TV
- 龍珠直播
- 全民直播
- 熊貓TV
- 戰旗TV